# Tionontati

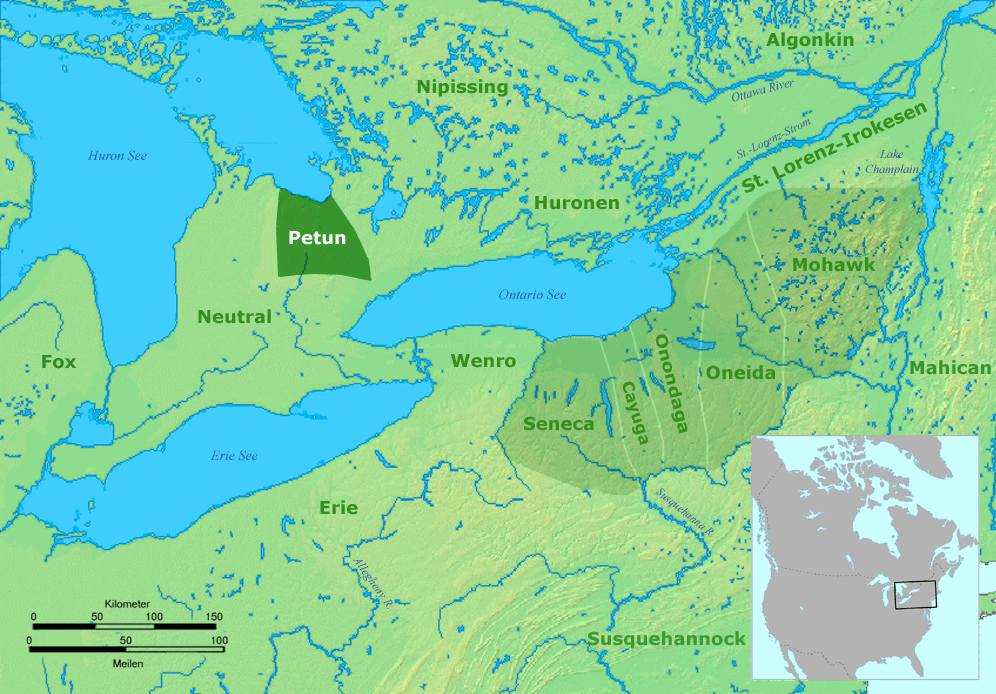
Traditionelles Wohngebiet der Tionontati und benachbarter Stämme um 1630

Die Tionontati oder Petun waren ein Indianervolk, das eine der irokesischen Sprachen gebrauchte. Sie lebten ursprünglich in neun Dörfern an der Nottawasaga Bay im Grey und im Simcoe County in der heutigen kanadischen Provinz Ontario. Die Bucht bildet einen Teil der Georgian Bay, einer rund 200 km langen und 80 km breiten Bucht am Ostrand des Huronsees. Kulturell sowie politisch standen sie der im Nordosten wohnenden Wendat (Huronen)-Konföderation am nächsten, so dass beide Völker oft als eine Stammesgruppe betrachtet werden und als Wendat-Tionontate oder Huron-Petun bezeichnet werden.

## Name
Samuel de Champlain nannte sie 1616 erstmals Gens du Petun (verkürzt zu Petun – „Tabak-Volk“, englisch „Tobacco Nation“). Möglicherweise entstammte dieses Wort einer südamerikanischen Indianersprache, das von den Portugiesen übernommen und an die Franzosen weitergegeben worden war. Warum er sie nach dieser Pflanze benannte, obwohl alle benachbarten Völker sie gleichfalls anbauten und rauchten, ist unklar. Möglicherweise war Champlain der rituelle Gebrauch des Tabaks aufgefallen. In jedem Falle taucht nach der ersten Publikation von Champlains Werk diese Vorstellung vom Tabakvolk erstmals bei der Neuauflage auf, und zwar nicht im Text, sondern in einer begleitenden Karte. Seither wurde die Vorstellung von großen Tabakfeldern und weiträumigem Handel ungeprüft kolportiert, bis sie geradezu zum Mythos wurde. In Wirklichkeit wurde Tabak auf kleinen Flächen in Gartenbau angepflanzt.
Geschwächt durch Pockenepidemien und die Biberkriege (1640–1701) gegen die Irokesen-Liga, schlossen sich Überlebende zweier ehemals bedeutender irokesischer Konföderationen – die Wendat (Huronen) sowie die ebenfalls stark dezimierten Tionontati zusammen. Dieser Gruppe schlossen sich irokesischsprachige, ebenfalls versprengte Gruppen der Neutral-Konföderation, der Erie, der Susquehannock, Wenro (auch Wenrohronon, evtl. eine Gruppe der Neutralen) sowie einige kleinere Algonkin- und Irokesen-Stämme an. So bildeten sie eine neue Stammesgruppe, die zuerst als Huron Petun Nation bezeichnet wurde. Jedoch setzte sich ab 1700 die Bezeichnung Wyandot in den USA durch, in Kanada sind sowohl Wyandot als auch Huron üblich. Von den beiden ursprünglichen Völkern der heutigen Wyandot – den Wendat (Huronen) und den Tionantati (Petun) – waren die Tionontati mit Abstand jedoch der größte Stamm unter diesen, und ihre Nachkommen bilden bis heute die Mehrheit der Wyandot.
Der Name Tionontati (auch Tionnontate, Etionontate, Etionnontateronnon, Tuinontatek, Dionondadie – People Among the Hills/Mountains, auf dt. Volk in den Hügeln/Bergen), ist entweder eine Bezeichnung der Wendat (Huronen) für ihre südwestlichen Nachbarn bezüglich des hügeligen Stammesgebiets oder eine Eigenbezeichnung der Petun. Da die Petun/Tionontati den Kern der Stammesgruppe bildeten, die später als Wyandot bekannt wurde, besteht die Wahrscheinlichkeit, dass sie sich ebenfalls als Wendat bezeichnet haben.

## Geschichte

### Frühgeschichte
Die Zahl der Wendat (Huronen) wie die der nördlich und westlich von ihnen lebenden Tionontati wuchs im 14. und 15. Jahrhundert stark an, wobei man ein Bevölkerungswachstum von 1,2 % jährlich berechnet hat. Die Tionontati um Collingwood schätzt man für 1615 auf rund 6.500 Menschen, für 1623 bereits auf über 10.000. Ab 1634 jedoch brach die Population durch Pockenepidemien und die Biberkriege (1640–1701) gegen die Irokesen-Liga zusammen – und die Tionontati mussten sich verschiedenen von den Irokesen versprengten Gruppen anschließen.
Vor 1610 lebten sie mit den benachbarten Wendat (Huronen) in einem langjährigen Kriegszustand. Der Pelzhandel machte sie jedoch zu engen Verbündeten im Handel mit den Franzosen. Aus dieser frühen Phase dürfte die 1926 ausgegrabene Sidey-Mackay Village Site westlich von Creemore im Simcoe County stammen, die noch fast ohne Spuren europäischer Handelsgüter war.
Zu ihren von Palisaden geschützten Dörfern gehörten zur Zeit der ersten Begegnung mit Europäern im Jahr 1616 Ehouae (spätere Missionsstation St. Pierre et St. Paul), Ekarenniondi (St. Matthieu), Etarita (St. Jean), St. Andre, St. Barthelemy, St. Jacques, St. Jacques et St. Philippe, St. Simon et St. Jude und St. Thomas. Sowohl innerhalb als auch außerhalb der Palisaden kultivierten sie Mais, Bohnen und Kürbisse. Tabakanbau ließ sich bei ihnen nicht nachweisen, doch fanden sich Tabakspuren in Pfeifenköpfen.
Die Tionontati gliederten sich in zwei Stammesgruppen oder Moieties, die auch durch Clans repräsentiert wurden:
- Oskennonton (Volk des Hirsches, repräsentiert durch den Hirsch-Clan)
- Annaariskoua (Volk des Wolfes, repräsentiert durch den Wolfs-Clan)

### Erste Kontakte mit Franzosen, Biberkriege
1616 kamen erstmals Franzosen unter Führung von Samuel de Champlain zu ihnen, der sie als erster mit dem Namen Tabak-Nation belegte, da sie in langen Feldern diese Pflanze anbauten. Sie glaubten, die Missionare, also die Jesuiten, brächten Krankheiten zu ihnen und untersagten ihnen daher den Aufenthalt in ihren Dörfern.
Bereits ab 1630 hatten die Tionontati, ähnlich wie Irokesen und Wendat (Huronen), die Biberbestände soweit dezimiert, dass sie sich nach anderen Jagdgebieten umsehen mussten. Während die Wendat (Huronen) über Mittelsmänner Pelze aus dem Norden erstanden, zogen die Tionontati südwärts nach Michigan. Dort saßen jedoch Algonquin-Gruppen (die Tionontati nannten sie Assitaehronon), die sich gegen die Invasion der verbündeten Tionontati, Neutralen und Ottawa wehrten.
Diese Westexpansion wurde jedoch durch den 1640 beginnenden Krieg mit der Irokesen-Liga beendet. Sie waren von Holländern mit Gewehren ausgestattet worden und 1645 neutralisierten sie die Franzosen durch einen Friedensschluss. Die Montagnais und einige Algonkingruppen zwangen sie, nach Osten auszuweichen, so dass die Wendat (Huronen) weitgehend isoliert waren. 1647 zerstörten sie die Dörfer der Arendaronon-Huronen. Ab Winter 1648/49 flohen die besiegten Attignawantan-Huronen zu den Tionontati.
Jesuiten hatten 1640 eine erste Missionsstation im Hauptort Etarita errichtet, binnen weniger Jahre waren Stationen in allen anderen Dörfern gefolgt. Als die Irokesen die Huronen vernichteten, flohen viele von ihnen zu den Tionontati. Auch sie entgingen den Angriffen nicht und Etarita wurde im Dezember 1649 attackiert. Der Angriff traf dieses Hauptdorf überraschend, Krieger waren nur wenige anwesend. Die dortigen Missionare Charles Garnier und Noel Chabanel wurden gefoltert und getötet.
Die Irokesen nahmen die Überlebenden in ihre stark angewachsene Konföderation auf. Rund tausend Tionontati gelang jedoch 1649 die Flucht in Kanus. Sie überwinterten auf Mackinac Island. Ihnen schlossen sich wenige überlebende Wendat (Huronen) an. Weitere Angriffe der Irokesen zwangen sie abermals zur Flucht. So erreichten sie 1651 eine Insel nahe Green Bay in Wisconsin. Eine andere Tionontati-Gruppe floh wohl zur Illinois-Konföderation. Die Seneca, der westlichste Irokesenstamm, verlangten ihre Auslieferung, was die Illinois jedoch ablehnten. Daraufhin attackierten die Seneca sie 1655 und zwangen sie zur Flucht in Gebiete westlich des Mississippi.

### Nach 1650
Nach der Vernichtung der Wendat (Huronen) versuchten die ebenfalls stark dezimierten Tionontati, durch wechselnde Koalitionen und durch Stiftung ständigen Unfriedens zwischen den ihnen zahlenmäßig überlegenen Franzosen und Irokesen ein Machtgleichgewicht zu etablieren. Dies trug ihnen jedoch die Feindschaft, gelegentlich auch die Bewunderung der umwohnenden Stämme bei. Häuptling Kondiaronk, der zu Franzosen und Irokesen gute Kontakte pflegte, versuchte mit allen Mitteln eine Versöhnung zwischen den beiden Mächten zu verhindern.
1658 lebten rund 500 von ihnen bei der Potawatomi-Mission St Michel, nahe Green Bay in Wisconsin. Wenig später tauchten sie bei den Wendat (Huronen) von Shaugawaumikong (La Pointe) auf. Um 1670 lebten zwei Stämme gemeinsam bei Mackinaw (Fort Michilimackinac), nahe dem Lake Michigan, 1671 zogen einige nach Chequamegan.
Als Ende der 1680er Jahre Friedensverhandlungen begannen, die letztlich 1701 zwischen 39 Indianernationen und Frankreich zum Abschluss kamen, misstraute Kondiaronk, einer der Häuptlinge der Tionontati, den Franzosen, die Frieden mit seinen Feinden, den Irokesen schließen wollten. Er war spätestens seit 1688 mit den Europäern im Bunde und ließ – vorgeblich im Auftrag der Franzosen – eine Delegation beim späteren Kingston ermorden. Daraufhin attackierten die Irokesen, die seiner Darstellung Glauben schenkten, am 25. August 1689 Montréal. Dennoch erschien Kondiaronk bei den Friedensverhandlungen 1701 in Montréal, doch starb er während des Aufenthalts. Die Franzosen setzten ihn mit militärischen Ehren bei.
Tionontati, die auf Betreiben der Franzosen nach 1701 mit Wendat (Huronen) nahe Detroit lebten, wurden 1721 immer noch von ihren Erbhäuptlingen geführt und besaßen weiterhin den eigenen Namen. Oft wurden sie als „Tionontati Hurons“ bezeichnet, wurden aber auch gelegentlich mit den Amikwa verwechselt. Vergeblich versuchten ihre Häuptlinge zu erreichen, dass ihre Männer als reguläre Einheiten in die französische Armee aufgenommen wurden, und entsprechende Bezahlung erhielten. Ihr erstes Dorf errichteten sie bei Fort Pontchartrain. Dabei kam es mit den ebenfalls dort lebenden Dörfern der Potawatomi, Ojibwa und Odawa zu Konflikten. Die Tionontati errichteten 1742 neue Dörfer auf Bois Blanc Island (heute Bob-lo Island), nahe der Mündung des Detroit River. 1748 wurden sie an die Pointe de Montréal gegenüber von Detroit umgesiedelt. Der Missionar Pierre-Philippe Potier arbeitete bei ihnen von 1744 bis 1781 und machte wertvolle Notizen über ihre Kultur.
Mit der zunehmenden europäischen Besiedlung des Windsor-Gebiets zogen viele Tionontati weiter südwärts am Canard River. Andere lebten südlich des Eriesees am Sandusky und Maumee River. Die nördlicheren, traditionelleren Gruppen wurden stärker von den Franzosen unterstützt, die südlichen strebten nach Ohio, um dort intensiver mit den Siedlungen Pennsylvanias handeln zu können. Dort hatten sie auch engere Kontakte mit den Miami. 1747 schmiedete Häuptling Nicolas Orontony Pläne, die Franzosen zu vertreiben, doch wurden diese Pläne den Franzosen bekannt. Er floh nach Ohio, nachdem er sein befestigtes Dorf am Sandusky niedergebrannt hatte, wo er um 1750 starb.
Um diese Zeit begannen die Händler Pennsylvanias die Tionontati als Wyandot zu bezeichnen. Während des Siebenjährigen Krieges unterstützten sie die Franzosen, danach Pontiac gegen die Briten. 1794 mussten sie einen Teil ihres Landes abtreten, was im Vertrag von Greenville 1795 festgeschrieben wurde. Hewitt nahm an, dass sie überwiegend in den Wyandot of Ohio aufgegangen sind. 1843 wurden alle Wyandot nach Kansas umgesiedelt. Zwar konnten sie 1855 US-Bürger werden, doch 1867 wurde ihr Stammesstatus wiederhergestellt. Sie erhielten ein Reservat im Südosten von Oklahoma, wo ihre Nachkommen bis heute leben. Die Sprache der Tionontati starb Anfang des 20. Jahrhunderts aus.